# 丘揚創巴
丘揚創巴仁波切（藏語：ཆོས་རྒྱམ་དྲུང་པ་རིན་པོ་ཆེ，威利转写：chos rgyam drung pa rin po che，藏语拼音：Chögyam Trungpa Rinpoche，1940年—1987年），又譯為丘陽創巴、邱陽創巴，為第十一世創巴祖古，也是一位伏藏師，擁有噶舉派與寧瑪派的傳承。曾是一位佛教比丘，後還俗，娶妻。他是藏傳佛教最早至西方弘法的先驅人物，藏傳佛教的許多資深上師都認定他是位大成就者，以狂慧（Crazy Wisdom，又稱瘋智）的風格為人所熟知。
他在西方建立了香巴拉佛教傳承。

## 名稱
其出家法號丘吉嘉措（藏語：ཆོས་ཀྱི་རྒྱ་མཚོ་，威利转写：Chos-kyi Rgya-mtsho），其意為如海洋般的教法，縮寫後成為丘揚（Chögyam）；創巴（藏語：དྲུང་པ་，威利转写：Drung-pa，Trungpa），字面意為注意，或醒覺，這是他繼承的祖古名號。

## 生平
丘揚創巴生在西藏東部，一歲時被認證為第十一世創巴祖古，成為東藏蘇芒寺（Surmany monasteries）的總住持，持有噶舉及寧瑪兩派傳承。17歲時，與第9世創古仁波切同時取得堪布學位，被認定是一位有資格的伏藏師。他的三大上師為，第三世蔣貢康楚、頂果欽哲仁波切以及剛夏旺波（Gangshar Wangpo）仁波切。
1958年，二十歲時，由西藏逃亡至印度，加入達蘭薩拉的西藏流亡政府。1959年至1963年，受達賴喇嘛委任，擔任「青年喇嘛家庭學院」（Young Lamas' Home School）的精神顧問一職。1962年，昆秋巴登（Kunchok Palden）女士為他生下長子薩姜米龐仁波切。但因為他身為高級僧侶，此事在藏人社區中被視為秘密。
1963年，丘揚創巴獲得一筆獎學金，與阿贡仁波切（Akong Rinpoche）一同前往英國牛津大學深造，丹津·葩默成為他首位弟子，跟隨他學習禪修。1967年他在蘇格蘭創立了第一所藏傳佛法靜坐中心，名為桑耶林（Samye Lin）。
1969年五月因酒後駕車發生車禍，導致左半邊身體麻痺，留下終身的後遺症。在醫院治療期間，丘揚創巴決定放棄僧侶身份，捨戒還俗，並向他的女弟子英國學生黛安娜·派碧斯（Diana Judith Mukpo）求婚。同年，完成生平第一本英文著作《動中修行》（Meditation In Action），分別在英國及美國出版。
1970年，丘揚創巴與黛安娜·派碧斯成婚，並受邀前往美國科羅拉多大學教授佛法。
1973年，丘揚創巴在其好友鈴木俊隆與學生的鼓勵下，創立金剛界（Vajradhatu）組織，來管理全美各地的靜坐中心。
1974年，丘揚創巴在科羅拉多州建立「那洛巴學院」（Naropa Institute），後來發展為那洛巴大學（Naropa School）。
1976年，丘揚創巴根據他所得到的心意伏藏（mind terma），發展出香巴拉訓練（Shambhala Training）這套課程，結合日本的弓道、茶道、花道與藏傳佛教理論，將藝術及佛法融入日常生活之中。他並且建立一個世界性培訓組織，取名為「香巴拉精神戰士中心」。他在西方建立了香巴拉佛教傳承。
1987年四月，創巴仁波切在加拿大新斯科夏省辭世，享年四十八歲。1995年五月，創巴仁波切的龐大宏法事業開始轉由他的長子薩姜米龐仁波切統理。

## 著作
著有《動中修行》，《东方大日》，《突破修道上的唯物》，《自由的迷思》，《我从西藏来》（born in Tibet）

## 弟子
著名的弟子有佩瑪丘卓、歐澤天津。

## 家庭
丘揚創巴曾與昆秋巴登（Kunchok Palden）同居，兩人沒有正式婚姻關係，生下薩姜米龐仁波切。
其妻黛安娜·派碧斯（Diana Judith Mukpo）。

## 貢獻
丘揚創巴是藏傳佛教傳入美國及西方世界的重要推手。1974年，他邀請十六世噶瑪巴前往美國傳法。
1981年，邀請第十四世達賴喇嘛前往科羅拉多州發表演說。

## 爭議
丘陽創巴仁波切的弟子認為他是個善巧的老師，但是他不受佛教戒律拘束的風格，受到許多爭議。丘陽創巴不鼓勵他的弟子去倣效他的行為，第三世蔣貢康楚仁波切在一次教授中，也曾對丘陽創巴的弟子說：「不要想嘗試去審判或模仿丘陽創巴的行為，除非你能夠模倣他的心靈。」
丘揚創巴有很重的菸癮，經常大量飲用酒精性飲料。他由西藏逃亡至印度後，就開始喝酒。到達英國時，曾經因為酒醉駕車而肇事。許多認識他的人都曾說他喜愛喝酒，經常充滿酒氣的坐在法席上傳法。他晚年身體狀況不佳，被認為與他長期大量飲酒有關。
他早期的弟子約翰·史坦貝克四世（John Steinbeck IV）與他的妻子，指出他除了酗酒之外，還有吸食古柯鹼的習慣，並經常服用司可巴比妥（Secobarbital）來鎮靜古柯鹼造成的過度興奮，一年要花費四萬元美金。他說這件事在道場中被視為秘密，不能談論。
當他在牛津大學時，丹津葩默回憶，他不停企圖誘使她與他發生性行為，讓她覺得非常困擾，因為他當時仍然保有僧侶身份，而且與她是親近的好友。阿貢仁波切認為他違反佛教僧侶戒律，造成他與阿貢仁波切的友情破裂。
他在認識他的妻子不久後就跟他發生性行為，當時她只有16歲。在他還俗並結婚後，他仍然跟數位女弟子保持性關係，他对于这些事从没有任何欺瞒，其妻子也接受此事。
他在美國的弟子及繼承人湯姆·斯瑞奇（Thomas Rich，法名歐澤天津）與許多女弟子發生過性關係。丘揚創巴警覺到此事，在1980年代就安排讓歐澤天津進行HIV檢測，發現他罹患愛滋病；但是歐澤天津並沒有聽從丘揚創巴的警告，傳染給許多女弟子，引起許多訴訟與媒體的關注。經過頂果欽哲法王的介入，歐澤天津放棄在道場中的地位，在加州渡過餘生，最後死於愛滋病。這造成藏傳佛教界在西方很大的醜聞，引起第十四世達賴的注意。
“邱阳创巴仁波切对于自己的行为方式坚定不移。例如，当有人问他为什么要吸烟时，他回答说，让人们看见我抽烟，也许是一件有意义的事。人们将不会再认为：必须让自己变得“纯净”，方能开始精神上的修持。也没有人会因此而逃避修行了。”——《天鹅来湖：美国佛教史》 How the Swans Came to the Lake 作者：费尔兹 （Rick Fields）

## 外部連結
- 香巴拉中心官網